# Mutsuhiro Watanabe
Mutsuhiro Watanabe (18 gennaio 1918 – 1º aprile 2003) è stato un militare giapponese, sergente dell'esercito imperiale giapponese nella seconda guerra mondiale.

## Biografia
Mutsuhiro Watanabe (giapponese: 渡邊 睦 裕), soprannominato "l'uccello" dai suoi prigionieri, era un soldato che nella seconda guerra mondiale prestò servizio nei campi di prigionia di Omori, Naoetsu (oggi Jōetsu), Niigata, Mitsushima (oggi Hiraoka) e al campo di prigionia civile di Yamakita.
Dopo la sconfitta del Giappone, le autorità statunitensi per l'occupazione classificarono Watanabe come criminale di guerra per i maltrattamenti dei prigionieri di guerra (POW), ma riuscì a sfuggire all'arresto e non fu mai processato in un tribunale. Uno dei suoi prigionieri era la star americana e olimpionico Louis Zamperini, che raccontò la sua storia nel libro Unbroken: A World War II Story of Survival, Resilience and Redemption di Laura Hillenbrand, successivamente adattato in un film (Unbroken) diretto da Angelina Jolie con Zamperini interpretato da Jack O'Connell e Watanabe da Miyavi.
Zamperini riferì che Watanabe picchiava spesso i suoi prigionieri, causando loro gravi ferite. Si racconta che Watanabe fece sedere un ufficiale in una baracca, con indosso solo un fundoshi, per quattro giorni in inverno, e che legò un prigioniero di sessantacinque anni a un albero per diversi giorni. Secondo il libro di Hillenbrand, Watanabe aveva studiato francese, in cui era fluente, e aveva interesse per la scuola francese di filosofia nichilista.

### Dopo la guerra
Nel 1945, il generale Douglas MacArthur includeva Watanabe come numero 23 nella sua lista dei 40 criminali di guerra più ricercati in Giappone. Tuttavia, Watanabe si nascose e non fu mai perseguito. Nel 1952, tutte le accuse furono ritirate. Nel 1956, la rivista letteraria giapponese Bungeishunjū pubblicò un'intervista con Watanabe intitolata "Non voglio essere giudicato dall'America".  In seguito si occupò di assicurazioni e divenne benestante.
Prima delle Olimpiadi invernali del 1998 a Nagano, il programma CBS News 60 Minutes intervistò Watanabe all'Hotel Okura di Tokyo come parte di un film su Louis Zamperini che, quattro giorni prima del suo 81º compleanno, stava tornando in Giappone per portare la torcia olimpica attraverso Naoetsu sulla strada per Nagano, non lontano dal campo di prigionia dove era stato detenuto. Nell'intervista, Watanabe riconobbe di aver picchiato e preso a calci i prigionieri, ma non si disse pentito, dicendo: "Ho trattato i prigionieri rigorosamente come nemici del Giappone". Zamperini tentò di incontrare il suo torturatore, ma Watanabe, che era sfuggito all'accusa come criminale di guerra, si rifiutò di vederlo.
Watanabe è morto il 1º aprile 2003.